# Le Retour de Bencolin
Le Retour de Bencolin — The Four False Weapons dans l'édition originale en anglais — est un roman policier américain de John Dickson Carr publié en 1937. C'est le 5e roman et dernier roman de la série mettant en scène le limier Henri Bencolin.
L'intrigue se déroule entièrement à Paris et ses environs.

## Principaux personnages
- La victime
  - Rose Klonec : demi-mondaine.

- Les enquêteurs
  - Richard Curtis : avocat à Londres.
  - Henri Bencolin : policier français à la retraite.
  - Hercule Renard : gendarme.

- Les suspects
  - Ralph Douglas : jeune Anglais à Paris ; ancien amant de Rose Klonec.
  - Bryce Douglas : frère de Ralph ; membre du Foreign Office.
  - Magda Toller : fiancée de Ralph.
  - Benedict Toller : mère de Magda ; propriétaire de la société Toller's Tours.
  - Louis de Lautrec : secrétaire d'un ministre ; actuel amant de Rose Klonec.
  - George Stanfield : directeur de la société Toller's Tours.
  - Hortense Frey : femme de chambre de Rose Klonec.
  - Annette Fauvel : femme de chambre de Rose Klonec.

- Autres personnages importants
  - Jean-Baptiste Robinson, alias « Auguste Dupin » : journaliste et chroniqueur judiciaire.
  - Marquise de la Toursèche : propriétaire d'une maison de jeux.
  - M. Durrand : policier parisien.
  - Dr Benet : médecin légiste.

## Résumé
Le roman est divisé en 20 chapitres.

### Mise en place de l'intrigue
Chapitres 1 à 3.
Samedi 15 mai. Le jeune avocat Richard Curtis est envoyé à Paris par sir Hunt, le patron du cabinet, pour y rencontrer en urgence Ralph Douglas, un citoyen britannique qui a besoin d'une aide juridique. Ralph vit dans la capitale française et doit épouser prochainement Magda Toller. Pendant quelques mois, il a eu une aventure sentimentale avec Rose Klonec, une demi-mondaine. Lorsqu'il a rencontré Magda, il a rompu sa relation avec Rose, laquelle a trouvé un autre amant en la personne de Louis de Lautrec. Or Mme Benedict Toller, mère de Magda et future belle-mère de Ralph, n'approuve pas cette alliance et l'existence de Rose Klonec la conforte dans sa volonté d'empêcher le mariage.
Dès son arrivée à Paris le dimanche 16 mai au petit matin, Richard Curtis est accueilli par Ralph, qui révèle à l'avocat qu'il a sollicité sa présence parce qu'il croit que la maison qu'il avait louée pour ses amours passés avec Rose est habitée par un inconnu. Théoriquement, la maison devrait être inhabitée (sans eau et sans électricité) mais il a constaté deux jours auparavant que le réfrigérateur était plein et que l'électricité avait été remise. Les deux hommes se rendent donc à la maison en question, située dans la forêt de Marly.
En arrivant sur les lieux, les deux hommes découvrent dans le lit de la chambre le cadavre exsangue de Rose Klonec. À proximité d'elle se trouvent quatre armes : un revolver, un rasoir, un stylet et un flacon de poison (d'où le titre en anglais qui fait référence à « Quatre fausses armes »). Fait troublant, Hortense Frey, la femme de chambre de Rose se trouve sur les lieux et accueille Douglas comme si elle l'avait vu la veille, alors qu'il se trouvait à des kilomètres de là en compagnie de Magda Toller. Plus troublant encore, Hortense Frey affirme aussi avoir constaté la nuit précédente qu'il affûtait une lame de rasoir. Toutefois Ralph dispose d'un alibi : la veille au soir, il avait dîné avec Magda puis avait fréquenté plusieurs bars dont il était un habitué. Nul doute qu'on se souviendra de lui.
Un policier qui fait sa ronde, M. Hercule Renard, passe près de la maison. Ralph et Richard font appel à lui.

### Enquête policière
Chapitres 4 à 14.
Hortense avait reçu un message, prétendûment écrit par Ralph, lui demandant de remettre en état la maison pour le samedi 15 mai au soir et lui promettant une bonne rémunération. Elle avait fait traduire le message par M. George Stanfield, le directeur général de Toller's Tour, l'entreprise dont Mme Benedict Toller est la propriétaire. Hortense, dont on apprendra par la suite qu'elle souffre d'une acuité visuelle gravement défectueuse, avait reçu le samedi vers 21 h 20 la visite d'un homme qui s'était présenté comme étant Ralph, ancien amant de Rose et rédacteur du message. Rose était arrivée vers 23 h. « Ralph » était arrivé vers 1 h 10 du matin et avait rencontré Rose vers 1 h 15.
Quand Hercule visite les lieux, il constate quelque chose d'étrange : Rose s'est vidée de son sang dans sa baignoire, mais a été retrouvée morte dans son lit. Cela exclut donc l'hypothèse du suicide. Mais pourquoi le tueur, après l'avoir tuée avec, probablement, le stylet, avait-il pris la peine de la déplacer et la poser sur le lit ? Par ailleurs, il semble que Rose ait consommé des somnifères avant minuit.
C'est alors que surgit Magda Toller. Elle a été informée par un appel téléphonique anonyme qu'il serait intéressant qu'elle se rende à cette adresse. Quand elle arrive, elle ignore qu'il s'agissait du lieu abritant la relation entre Ralph et Rose. Les trois hommes l'informent des événements. On apprend aussi que Mme Toller n'est pas la mère biologique de Magda, qui est une enfant adoptée. On apprend aussi que Ralph a un frère, Bryce, qui est attiré par Magda. Celle-ci a clairement repoussé ses avances.
À ce moment arrive Henri Bencolin. Les trois hommes lui résument l'affaire. Puis c'est au tour de l'inspecteur-chef Durrand et de ses hommes de la police criminelle d'arriver sur les lieux, accompagnés de M. George Stanfield. Le médecin légiste fixe approximativement l'heure de la mort de Rose entre 1 h et 3 h du matin. Le meurtre a été causé par le stylet retrouvé dans la chambre. Hortense Frey est invitée à répéter sa version des faits. Bencolin s'intéresse notamment à la disparition de bouteilles de champagne et à des serviettes de toilette. On constate que Rose avait absorbé 4 g d'hydrate de chloral. George Stanfield est interrogé à son tour : il connaissait, dans son cadre professionnel, Rose Klonec et lui avait offert quelques années auparavant le stylet.

### Le Jeu du Basset
Chapitres 18 et 19.

### Dénouement et révélations finales
Chapitre 20.

## Particularités du roman
Ce roman est le seul de la « série des Bencolin » à être raconté à la troisième personne, car Jeff Marle, le chroniqueur habituel des exploits du limier français, est ici absent, bien que le héros fasse allusion à lui à trois reprises au cours du récit. De plus l'intrigue se déroule en France, ce qui est rare chez Carr.
Le roman présente des similitudes frappantes avec un autre roman de l'auteur qui sera publié quelques années après, Un coup sur la tabatière (1942) :
- les deux romans évoquent en effet l'arrivée du tueur sur les lieux, qui commet son crime, puis l'arrivée ultérieure sur les lieux d'une autre personne qui avait pour seul but de voler la victime mais qui n'a pas commis le meurtre ;
- dans les deux cas, l'enchevêtrement des arrivées des deux personnages sur les lieux du crime crée une difficulté pour la résolution de l'énigme ;
- les deux romans évoquent la présence d'un « homme aux gants marrons » qu'on pense être le tueur ;
- dans les deux romans, la principale suspecte (Magda Toller ; Eve Neill) n'a pas commis le meurtre.

## Éditions
- Éditions originales en anglais
  - (en) John Dickson Carr, The Four False Weapons, New York, Harper, 1937 — Édition américaine
  - (en) John Dickson Carr, The Four False Weapons, Londres, Hamish Hamilton, 1938 — Édition britannique

- Éditions françaises
  - John Dickson Carr (auteur) et Stéphane Salvetti (traducteur), Le Retour de Bencolin [« The Four False Weapons »], Paris, Librairie des Champs-Élysées, coll. « Le Masque no 1957 », 1989, 286 p. (ISBN 2-7024-1896-1, BNF 35022928)

## Source bibliographique
- Roland Lacourbe, John Dickson Carr : scribe du miracle. Inventaire d'une œuvre, Amiens, Encrage, 1997, p. 36-37.